# Mistrzostwa Europy w Wioślarstwie 2010 – jedynka mężczyzn
Jedynka mężczyzn (M1x) – konkurencja rozgrywana podczas Mistrzostw Europy w Wioślarstwie 2010 w Montemor-o-Velho między 10 a 12 września.

## Harmonogram konkurencji
| Wydarzenie                  | Runda         |
| --------------------------- | ------------- |
| Piątek, 10 września 2010    | Eliminacje    |
| Piątek, 10 września 2010    | Repasaże      |
| Sobota, 11 września 2010    | Półfinały C/D |
| Sobota, 11 września 2010    | Półfinały A/B |
| Sobota, 11 września 2010    | Finał B       |
| Niedziela, 12 września 2010 | Finał B       |
| Niedziela, 12 września 2010 | Finał A       |

## Medaliści
| Złoto                 | Srebro                  | Brąz                  |
| Czechy · Ondřej Synek | Szwecja · Lassi Karonen | Niemcy · Karl Schulze |

## Wyniki

### Eliminacje
Reguła kwalifikacji: 1-2 → PA/B, 3.. → R

#### Eliminacje 1
| Miejsce | Zawodnik               | Kraj        | Czas    | Uwagi |
| ------- | ---------------------- | ----------- | ------- | ----- |
| 1       | Tõnu Endrekson         | Estonia     | 7:05,37 | PA/B  |
| 2       | Ondřej Synek           | Czechy      | 7:09,19 | PA/B  |
| 3       | Aleksandyr Aleksandrow | Azerbejdżan | 7:15,57 | R     |
| 4       | Jānis Timofejevs       | Łotwa       | 7:20,22 | R     |
| 5       | Kostiantyn Zajcew      | Ukraina     | 7:28,46 | R     |

#### Eliminacje 2
| Miejsce | Zawodnik             | Kraj     | Czas    | Uwagi |
| ------- | -------------------- | -------- | ------- | ----- |
| 1       | Lassi Karonen        | Szwecja  | 6:54,35 | PA/B  |
| 2       | Mindaugas Griškonis  | Litwa    | 6:58,11 | PA/B  |
| 3       | Matthieu Androdias   | Francja  | 7:11,62 | R     |
| 4       | Kirył Lemiaszkiewicz | Białoruś | 7:19,87 | R     |
| 5       | Mathias Raymond      | Monako   | 7:23,11 | R     |

#### Eliminacje 3
| Miejsce | Zawodnik       | Kraj      | Czas    | Uwagi |
| ------- | -------------- | --------- | ------- | ----- |
| 1       | Olaf Tufte     | Norwegia  | 7:01,78 | PA/B  |
| 2       | Karl Schulze   | Niemcy    | 7:07,08 | PA/B  |
| 3       | Jan Špik       | Słowenia  | 7:12,65 | R     |
| 4       | Péter Galambos | Węgry     | 7:15,31 | R     |
| 5       | Juho Karppinen | Finlandia | 7:21,08 | R     |

#### Eliminacje 4
| Miejsce | Zawodnik           | Kraj       | Czas    | Uwagi |
| ------- | ------------------ | ---------- | ------- | ----- |
| 1       | Georgi Bożiłow     | Bułgaria   | 7:00,35 | PA/B  |
| 2       | Władisław Riabcew  | Rosja      | 7:06,41 | PA/B  |
| 3       | Roel Braas         | Holandia   | 7:22,23 | R     |
| 4       | Piotr Licznerski   | Polska     | 7:27,29 | R     |
| 5       | Fabrizio Güttinger | Szwajcaria |         | DNF   |

### Repasaże
Reguła kwalifikacji: 1-2 → PA/B, 3... → PC/D

#### Repasaże 1
| Miejsce | Zawodnik               | Kraj        | Czas    | Uwagi |
| ------- | ---------------------- | ----------- | ------- | ----- |
| 1       | Péter Galambos         | Węgry       | 7:48,81 | PA/B  |
| 2       | Juho Karppinen         | Finlandia   | 7:48,91 | PA/B  |
| 3       | Aleksandyr Aleksandrow | Azerbejdżan | 7:49,56 | PC/D  |
| 4       | Kostiantyn Zajcew      | Ukraina     | 8:09,84 | PC/D  |
| 5       | Piotr Licznerski       | Polska      | 8:32,99 | PC/D  |
| 6       | Matthieu Androdias     | Francja     | 8:37,79 | PC/D  |

#### Repasaże 2
| Miejsce | Zawodnik             | Kraj     | Czas    | Uwagi |
| ------- | -------------------- | -------- | ------- | ----- |
| 1       | Kirył Lemiaszkiewicz | Białoruś | 7:57,14 | PA/B  |
| 2       | Jan Špik             | Słowenia | 7:59,71 | PA/B  |
| 3       | Roel Braas           | Holandia | 8:05,37 | PC/D  |
| 4       | Jānis Timofejevs     | Łotwa    | 8:06,04 | PC/D  |
| 5       | Mathias Raymond      | Monako   | 8:09,74 | PC/D  |

### Półfinały C/D
Reguła kwalifikacji: 1-3 → FC, 4... → FD

#### Półfinały C/D 1
| Miejsce | Zawodnik               | Kraj        | Czas    | Uwagi |
| ------- | ---------------------- | ----------- | ------- | ----- |
| 1       | Aleksandyr Aleksandrow | Azerbejdżan | 7:22,57 | FC    |
| 2       | Jānis Timofejevs       | Łotwa       | 7:24,82 | FC    |
| 3       | Mathias Raymond        | Monako      | 7:28,80 | FC    |
| 4       | Matthieu Androdias     | Francja     |         | DNF   |

#### Półfinały C/D 2
| Miejsce | Zawodnik          | Kraj     | Czas    | Uwagi |
| ------- | ----------------- | -------- | ------- | ----- |
| 1       | Kostiantyn Zajcew | Ukraina  | 7:21,41 | FC    |
| 2       | Roel Braas        | Holandia | 7:26,08 | FC    |
| 3       | Piotr Licznerski  | Polska   | 7:33,71 | FC    |

### Półfinały A/B
Reguła kwalifikacji: 1-3 → FA, 4... → FB

#### Półfinały A/B 1
| Miejsce | Zawodnik            | Kraj     | Czas    | Uwagi |
| ------- | ------------------- | -------- | ------- | ----- |
| 1       | Mindaugas Griškonis | Litwa    | 7:04,53 | FA    |
| 2       | Tõnu Endrekson      | Estonia  | 7:09,08 | FA    |
| 3       | Jan Špik            | Słowenia | 7:11,57 | FA    |
| 4       | Péter Galambos      | Węgry    | 7:15,91 | FB    |
| 5       | Władisław Riabcew   | Rosja    | 7:22,14 | FB    |
| 6       | Olaf Tufte          | Norwegia |         | DNS   |

#### Półfinały A/B 2
| Miejsce | Zawodnik             | Kraj      | Czas    | Uwagi |
| ------- | -------------------- | --------- | ------- | ----- |
| 1       | Ondřej Synek         | Czechy    | 7:00,44 | FA    |
| 2       | Lassi Karonen        | Szwecja   | 7:02,78 | FA    |
| 3       | Karl Schulze         | Niemcy    | 7:15,85 | FA    |
| 4       | Georgi Bożiłow       | Bułgaria  | 7:22,13 | FB    |
| 5       | Juho Karppinen       | Finlandia | 7:22,88 | FB    |
| 6       | Kirył Lemiaszkiewicz | Białoruś  | 7:25,38 | FB    |

### Finał C
| Miejsce | Zawodnik               | Kraj        | Czas    | Uwagi |
| ------- | ---------------------- | ----------- | ------- | ----- |
| 1       | Aleksandyr Aleksandrow | Azerbejdżan | 7:20,11 |       |
| 2       | Kostiantyn Zajcew      | Ukraina     | 7:25,29 |       |
| 3       | Roel Braas             | Holandia    | 7:29,69 |       |
| 4       | Jānis Timofejevs       | Łotwa       | 7:33,98 |       |
| 5       | Mathias Raymond        | Monako      | 7:43,09 |       |
| 6       | Piotr Licznerski       | Polska      | 7:45,27 |       |

### Finał B
| Miejsce | Zawodnik             | Kraj      | Czas    | Uwagi |
| ------- | -------------------- | --------- | ------- | ----- |
| 1       | Péter Galambos       | Węgry     | 7:06,07 |       |
| 2       | Georgi Bożiłow       | Bułgaria  | 7:06,72 |       |
| 3       | Juho Karppinen       | Finlandia | 7:13,52 |       |
| 4       | Władisław Riabcew    | Rosja     | 7:14,15 |       |
| 5       | Kirył Lemiaszkiewicz | Białoruś  | 7:17,96 |       |

### Finał A
| Miejsce | Zawodnik            | Kraj     | Czas    | Uwagi |
| ------- | ------------------- | -------- | ------- | ----- |
|         | Ondřej Synek        | Czechy   | 6:47,96 |       |
|         | Lassi Karonen       | Szwecja  | 6:50,76 |       |
|         | Karl Schulze        | Niemcy   | 6:52,49 |       |
| 4       | Mindaugas Griškonis | Litwa    | 6:55,34 |       |
| 5       | Tõnu Endrekson      | Estonia  | 6:58,36 |       |
| 6       | Jan Špik            | Słowenia | 7:09,48 |       |